# Kleinbahnhof Osterholz-Scharmbeck

Der ehemalige Kleinbahnhof Osterholz-Scharmbeck in der niedersächsischen Stadt Osterholz-Scharmbeck, Am Kleinbahnhof 1, stammt vom Anfang des 20. Jahrhunderts. Aktuell (2025) wird er als Kulturzentrum (KuZ) genutzt.
Das Gebäude steht unter Denkmalschutz (siehe auch Liste der Baudenkmale in Osterholz-Scharmbeck).

## Geschichte und Beschreibung
1907 wurde die Kleinbahn Bremervörde–Osterholz (KBO) gegründet, um das noch in Teilen unbefestigte Teufelsmoor an den Eisenbahnverkehr anzuschließen. 1911 eröffnete sie den Bahnhof zusammen mit dem Abschnitt Gnarrenburg–Osterholz-Scharmbeck der Bahnstrecke Bremervörde–Osterholz-Scharmbeck. Ab 1942 lautete der Firmenname Bremervörde-Osterholzer Eisenbahn (BOE). 1978 wurde der Personenverkehr zwischen Bremervörde und Osterholz-Scharmbeck eingestellt. Heute verkehren von Mai bis Anfang Oktober an Wochenenden und Feiertagen Touristik-Züge als Moorexpress mit Halt am Bahnhof Osterholz-Scharmbeck Ost.
Das eingeschossige traufständige verklinkerte Gebäude mit ziegelgedecktem Walmdach wurde 1910 nach Plänen des Worpsweder Künstlers Heinrich Vogeler als Empfangsgebäude für den Bahnhof Osterholz-Scharmbeck Ost an der Kleinbahnstrecke Bremervörde–Osterholz durch Umbau eines älteren Gebäudes errichtet. Die symmetrischen Fassaden haben mittige Eingänge an den Längsseiten, eine gleichmäßige Fensteraufteilung und je drei Gauben in den Längs- sowie je eine weitere in den Schmalseiten des Gebäudes. Der Künstler Vogeler entfernte sich vom verspielten Jugendstil seiner frühen Jahre und wechselte zu klaren, realistischen Formen im Reformstil. Hier führte dies zu einem Gebäude, das Schönheit und Harmonie mit Zweckmäßigkeit vereinte. Der Bahnhof wurde für die Strecke Bremervörde–Worpswede (Moorexpress) bis 1958 genutzt. Ab 1974 diente das Gebäude auch als Warenlager und Asylbewerberheim.
Das Kulturzentrum Kleinbahnhof (KuZ) erhielt seinen Namen vom ehemaligen Kleinbahnhof. 1984/1986 wurde das Gebäude durch den Verein saniert. Das KuZ veranstaltet seitdem u. a. Filmabende, Folksessions, Fotogruppen, Musikveranstaltungen, Politiktreffen, die Punktheke, Spieleabende und Tanznächte.
Das Landesdenkmalamt befand u. a.: „… Sein [Vogelers] architektonisches Werk ist bislang nicht vollständig erfasst, man erkennt am Bauwerk, auch in den Details der Dach-, Fenster- und Türgestaltung, hier gut seine Nähe zur Reformarchitektur.“